# 伊塔波朗
22°04′44″S 54°47′20″W / 22.07889°S 54.78889°W
伊塔波朗（葡萄牙語：Itaporã），是巴西的城鎮，位於該國西部，由南馬托格羅索州負責管轄，始建於1953年12月10日，面積1,322平方公里，海拔高度390米，2010年人口20,865，人口密度每平方公里15.79人。